# 피터 래빗

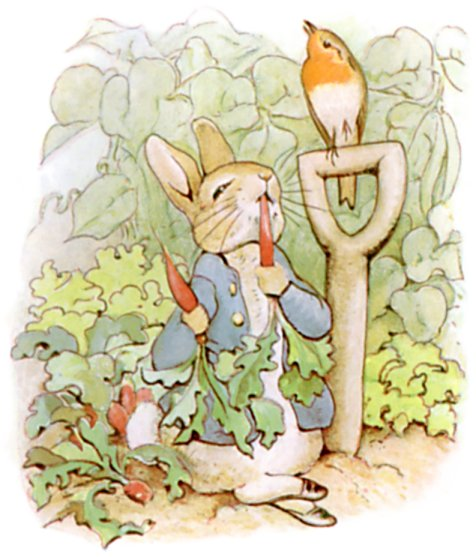
피터 래빗

피터 래빗(영어: Peter Rabbit)은 베아트릭스 포터의 많은 아동 문학 작품에 등장하는 토끼 캐릭터이다. 1902년 《피터 래빗 이야기》에 처음으로 등장한다.

## 다른 매체화

### 영화
- 《The Tales of Beatrix Potter》 (1971년)
- 《피터 래빗》 (2018년)
- 《피터 래빗 2》 (2020년)

### 애니메이션
- 《The World of Peter Rabbit and Friends》 (1992년-1995년)
- 《피터 래빗》 (2012년-2016년)

## 같이 보기
- 피터 래빗 (영화)